# Айи-сюр-Сом (кантон)
Айи-сюр-Сом (фр. Ailly-sur-Somme) — кантон во Франции, находится в регионе О-де-Франс, департамент Сомма. Входит в состав округа Амьен.

## История
Кантон образован в результате реформы 2015 года . В его состав вошли упраздненные кантоны Мольян-Дрёй, Пикиньи, Амьен-1 (Уэст) и Амьен-2 (Нор-Уэст) (без города Амьен).

## Состав кантона
В состав кантона входят коммуны (население по данным Национального института статистики за 2018 г.):
- Авележ (56 чел.)
- Айи-сюр-Сом (2 985 чел.)
- Анже-сюр-Сом (773 чел.)
- Аргёв (543 чел.)
- Беллуа-сюр-Сом (746 чел.)
- Бовель (431 чел.)
- Брейи (715 чел.)
- Брикмениль-Флоксикур (293 чел.)
- Бугенвиль (435 чел.)
- Бурдон (374 чел.)
- Варлюс (221 чел.)
- Гиньемикур (390 чел.)
- Дрёй-ле-Амьен (1 648 чел.)
- Изё (268 чел.)
- Кавийон (104 чел.)
- Кан-ан-Амьенуа (189 чел.)
- Кевовиллер (1 094 чел.)
- Кенуа-сюр-Эрен (434 чел.)
- Клери-Сольшуа (374 чел.)
- Крёз (191 чел.)
- Круи-Сен-Пьер (343 чел.)
- Ла-Шоссе-Тиранкур (652 чел.)
- Лалё (112 чел.)
- Ле-Меж (168 чел.)
- Метиньи (118 чел.)
- Мольян-Дрёй (971 чел.)
- Монтань-Файель (143 чел.)
- Пикиньи (1 317 чел.)
- Писси (287 чел.)
- Ревель (504 чел.)
- Рьянкур (176 чел.)
- Савёз (942 чел.)
- Сен-Совёр (1 356 чел.)
- Сент-Обен-Монтенуа (223 чел.)
- Сесваль (239 чел.)
- Сё (166 чел.)
- Су (125 чел.)
- Тайи (58 чел.)
- Уаси (217 чел.)
- Ферьер (475 чел.)
- Флюи (337 чел.)
- Френуа-о-Валь (239 чел.)
- Фурдринуа (409 чел.)
- Эрен (2 379 чел.)

## Политика
На президентских выборах 2022 г. жители кантона отдали в 1-м туре Марин Ле Пен 32,6 % голосов против 31,0 % у Эмманюэля Макрона и 14,5 % у Жана-Люка Меланшона; во 2-м туре в кантоне победил Макрон, получивший 50,4 % голосов. (2017 год. 1 тур: Марин Ле Пен – 31,7 %, Эмманюэль Макрон – 23,2 %, Франсуа Фийон – 16,4 %, Жан-Люк Меланшон – 16,3 %; 2 тур: Макрон – 54,1 %. 2012 год. 1 тур: Франсуа Олланд – 26,5 %, Николя Саркози – 26,2 %, Марин Ле Пен – 24,9 %; 2 тур: Олланд – 51,0 %).
С 2015 года кантон в Совете департамента Сомма представляют мэр города Айи-сюр-Сом Катрин Бенедини (Catherine Benedini) (Социалистическая партия) и мэр коммуны Брикмениль-Флоксикур Жан-Жак Стотер (Jean-Jacques Stoter) (Радикальная левая партия).
|                | Кандидаты                      | Партия                   | Первый тур | Первый тур     | Второй тур | Второй тур |
| Кол-во голосов | Кандидаты                      | Партия                   | % голосов  | Кол-во голосов | % голосов  |            |
| -------------- | ------------------------------ | ------------------------ | ---------- | -------------- | ---------- | ---------- |
|                | Катрин Бенедини Жан-Жак Стотер | Левый блок               | 4 110      | 57,43          | 5 213      | 74,95      |
|                | Тома Дюбуа Зельмира Превос     | Национальное объединение | 1 600      | 22,36          | 1 742      | 25,05      |
|                | Лоранс Нужэн Франсуа Руйяр     | Разные правые            | 1 447      | 20,22          |            |            |

|                | Кандидаты                      | Партия             | Первый тур | Первый тур     | Второй тур | Второй тур |
| Кол-во голосов | Кандидаты                      | Партия             | % голосов  | Кол-во голосов | % голосов  |            |
| -------------- | ------------------------------ | ------------------ | ---------- | -------------- | ---------- | ---------- |
|                | Катрин Бенедини Жан-Жак Стотер | Левый блок         | 4 280      | 41,69          | 5 611      | 56,75      |
|                | Лидия Кош Жан-Марк Симон       | Национальный фронт | 3 608      | 35,14          | 4 276      | 43,25      |
|                | Эмманюэль Луиз Николя Трелу    | Правый блок        | 2 379      | 23,17          |            |            |